# Phyladelphus
Phyladelphus là một chi ruồi trong họ Chloropidae.